# 玉井喜作

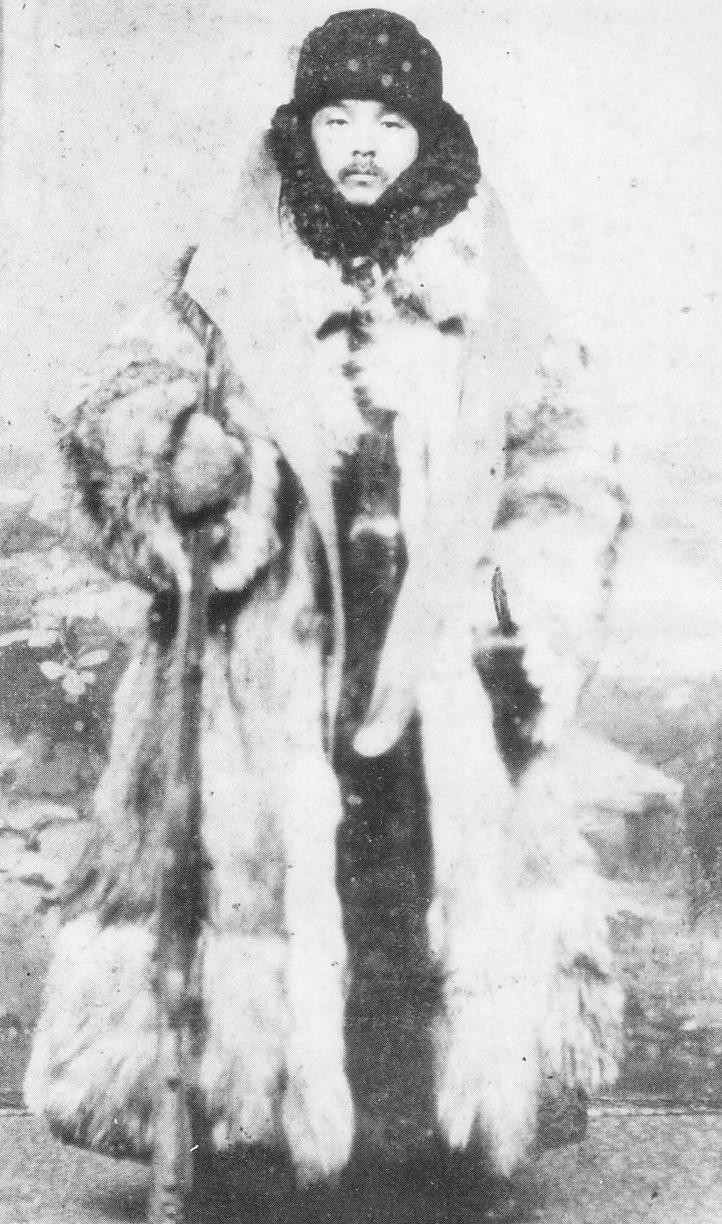
シベリア横断直後の玉井喜作

玉井 喜作（たまい きさく、慶応2年5月18日（1866年6月30日） - 1906年（明治39年）9月25日）は、日本のジャーナリスト、教育家、冒険家。札幌農学校でドイツ語教授を務めた後にシベリアを単身横断してドイツに渡り、月刊誌『東亜（Ost-Asien)』を刊行するなどジャーナリストとして活動した。また、在留日本人の面倒をよくみたことから「私設公使」の異名をとった。

## 経歴
周防国光井村（現・山口県光市光井）で「銘酒玉川」を醸造していた造り酒屋に生まれる。
山口黒城塾、広島県中学校（現・広島県立広島国泰寺高等学校）を経て、上京し獨逸学協会学校（現・獨協中学校・高等学校）に通う。同時に、遠い親戚で幼い頃から兄のように慕っていた原田貞介（後に工学博士。大河津分水路や長良川の改修に関わり、土木学会会長も務めた）の下宿に入り浸り、ドイツ語の手ほどきなども受けるようになった。
1882年（明治15年）、帝国大学（現・東京大学）医学部予備門に最年少（16歳）で合格する。ここで玉井は、生来の気質か級友たちの間で存在感を増すようになり、下宿には連日人が集まるようになっていた。この頃玉井の下宿に出入りしていた人物には南方熊楠（玉井の1年後に予備門へ入学）などがいる。しかし、こうした生活によって交際費が増大する一方であった玉井は予備門の月謝を払えなくなってしまい、1年で除籍されてしまう。にもかかわらず玉井は予備門の授業に出席しつづけ、また教授もこれを黙認した。玉井のドイツ語は優秀であったし、また当時はこのようなモグリ学生の存在は珍しくなかったためである。
1884年（明治17年）、原田貞介の分家筋であり、玉井にとって4歳年下の幼なじみでもあった原田エツと結婚。
1886年（明治19年）、原田貞介が帝国大学を中退してドイツへ留学したことに刺激され、玉井もドイツへ行くことを本格的に考えるようになる。そこで留学の資金を稼ぐため、西野文太郎らと協力して、ドイツ語学習を中心とした私塾「東京速成学館」を設立する。ドイツ語熱が高かった当時の世情や、玉井のドイツ語力が高かったこともあって生徒は多く集まり、これは一定の成功を収める。しかし、この頃になると玉井は、医学の道に進むことに疑問を抱くようになり、同年11月、第一高等中学校のドイツ法律科に編入した。
1888年（明治21年）4月、予備門の教授や卒業生からの推薦により札幌農学校（現・北海道大学）にドイツ語教授として迎えられたため、東京速成学館を閉鎖し札幌へ向かう。
札幌農学校では、同僚であった新渡戸稲造や松村松年、高岡熊雄（後に北大総長）、大島金太郎（後に日本農芸化学会会長）などと親しくなったが、晴耕雨読の生活を夢見るようになったため、1891年（明治24年）3月に退職し、札幌近郊で農業を始めた。しかしこれは失敗に終わり、これを機に玉井はドイツへ渡ることを決意する。1892年（明治25年）11月17日、玉井は妻子を原田本家に預け、単身日本を発った。

### シベリア横断
玉井は下関から釜山を経由し、ロシアのウラジオストクへ向かった。
直接ドイツに向かわずウラジオストクに向かったのは、名目上は日露貿易の勉強のためということであったが、
実際は、ドイツまで直接行く費用がなかったため、道中で資金を稼ぎながらシベリアを横断しようと考えたためであった。なお、文献によってはこれを「密入国」と書いているものもあるが、玉井のパスポートが現存しており、これは誤りである。ウラジオストクでは、冤罪で投獄されるというアクシデントに遭ったことや、旅費を稼ぐために働いていたこともあって約6カ月滞在している。
1893年（明治26年）5月31日、旅費がある程度貯まったためウラジオストクを出発した玉井は、ハバロフスクからアムール川を汽船で遡上してブラゴヴェシチェンスクに向かった。同地で3週間働いて旅費を稼いだ後、スレチェンスク-チタ-ヴェルフネウジンスク（現ウラン・ウデ）-イルクーツクと西進する。なおこの時、陸路の多くでは茶を運ぶキャラバンに同行していた（当時のロシアはイギリスに次ぐ世界第2位の茶輸入大国であり、その大部分は清からシベリアを経由して輸送されていた）。
イルクーツクに到着した玉井は、ここで旅の続行の危機に陥る。ウラジオストクで稼いだ資金が底を突いた上、慣れない食事による下痢や悪路を走る馬車に長時間乗っていたことなどが原因で重度の痔を患ってしまっており、労働はおろか眠ることさえできないほどの痛みに苦しめられることになっていたのである。しかしここで、神学校で学ぶため単身ロシアに渡っていた椎名保之助というかつての東京速成学館の生徒と再会。椎名の協力を得て、3カ月半の滞在の後にイルクーツクを出発することができた。
イルクーツクからトムスクまでは、また茶のキャラバンに同行したが、これは厳寒期だったため過酷な道のりとなった。気温は氷点下40℃前後の日が多く、着ている毛皮の外套が凍りついて板のようになることさえあった。また隊はあくまでも茶を早く輸送することが目的であり、本来の客ではない玉井は隊に置いていかれることもしばしばで、極寒の中を走って隊を追いかけざるを得ないときもあった。また、道中で盗賊に襲われたということも記録されている。
このような30日間の道のりの末に辿り着いたトムスクでは、トムスク大学や、現地の新聞『シベリア報知』の人間から支援を受けることができた。このため、以降は鉄道などを使って順調に進むことができ、1894年（明治27年）2月26日、当初の目的地であったベルリンに到着する。日本を発ってから467日目のことであった。

### ドイツでの玉井
ドイツ到着後の玉井は、ハンブルクやベルリンの輸入品店で働く生活を送っていたが、その生活の中でドイツ人のアジアに対する知識や考えに誤解が多いことに気づく。これを問題と考えた玉井は、日清戦争が起きたことを機に、ドイツの新聞で日本や清などアジアについての原稿を書くようになり、同時に、ドイツにおける日本についての言論などを日本の新聞社へ送るということも行なった。こうして玉井はジャーナリストとしての道を歩み始める。また、1898年（明治21年）には、シベリア横断、特にイルクーツク-トムスク間についての記録である『KARAWANEN REISE IN SIBIRIEN（西比利亜征槎紀行）』を刊行した。
同年3月、玉井は月刊誌『東亜 (Ost-Asien)』を発行する。ドイツにおいて、日本人によって雑誌が発行されるのは初めてのことであった。『東亜』は「日独貿易の大機関」とうたっており、日本を中心とした東アジアの情勢に関する報道の他、貿易に関する日本の法律のドイツ語訳や、ヨーロッパ在住の日本人の連絡先、ヨーロッパから東アジアに向かう船の時刻表などを掲載するなど、貿易を円滑にする情報を多く発信した。関連して、ドイツ企業の日本における特許取得の代理店などといった事業も行なっている。また、『東亜』の発行部数は5000部ほどであったが、そのうち3割程度は日本で販売されており、この、日本とドイツの両方で発売されているという点を活かして、日本とドイツ両方の企業から広告を多く取っていた。『東亜』に広告を掲載していた企業としては、ドイツ企業ではルーベック機械製造会社など工業機械会社が多く、またステッドラーなども広告を掲載している。日本企業では髙島屋、ヒゲタ醤油、日本郵船、横浜正金銀行などが広告を掲載していた。
『東亜』は1910年（明治43年）2月まで通算139号が発行されており（玉井の死後は老川茂信が主筆を引き継いだ）、そのうち138号分は東京大学総合図書館に所蔵されている。なお、『東亜』によく原稿を掲載していた人間としてアレクサンダー・フォン・シーボルト（フィリップ・フランツ・フォン・シーボルトの息子）がおり、アレクサンダーの原稿は、後世『ジーボルト最後の日本旅行』など単行本で出版された。
こうしてジャーナリストとして活動を続ける中で、玉井の家にはよく人が集まるようになっていき、ドイツに在留した日本人で玉井の家に行ったことのないものはないと言われるほどであった。このことから「私設公使」の異名をとるようになる。玉井の家に来た人物は寄せ書き帳に一筆するのがしきたりであったが、その寄せ書き帳には、新渡戸稲造、松村松年、高岡熊雄、大島金太郎といった札幌農学校時代の同僚をはじめ、長岡外史、大岡育造、美濃部達吉、後藤新平、長岡半太郎、芳賀矢一、巖谷小波、鈴木貫太郎、川上音二郎・貞奴などといった名前が残っている。
1904年（明治37年）、日露戦争が始まると玉井は、『東亜』誌上で戦争報道などを行なうかたわら、
シベリアから脱出してきた戦争難民への支援や日本赤十字社への募金を呼びかけるなどといったキャンペーンも行なった。このうち日本赤十字社への募金については、平均的な初任給が月20円の時代に約1万2500円が集まったことが記録されている。また、この頃玉井は明石元二郎と接触していたことが妻・エツの証言から判明しており、公式な記録は残っていないため詳細は不明だが、情報収集などの点で明石の対露工作に協力していたのではないかとみられている。
しかし、この頃から玉井は結核に罹り、これが原因で1906年（明治39年）9月25日に死去。40歳。墓所は、ベルリンと光市の両方にある。
1924年（大正13年）、ベルリン商工会議所前に胸像が建立される。これは後に第二次世界大戦で破壊された。
1942年（昭和17年）、玉井のシベリア横断が初めて日本のマスコミ（大阪毎日新聞）に取り上げられる。
1963年（昭和38年）、『KARAWANEN REISE IN SIBIRIEN（西比利亜征槎紀行）』が初めて日本語訳され、小林健祐訳「シベリア隊商紀行」の題で筑摩書房の『世界ノンフィクション全集 47』に収録された。